# 다카시마촌 (니가타현 고시군)
다카시마촌(高島村)은 니가타현 고시군에 설치되었던 촌이다. 현재의 나가오카시에 해당한다.